# San Giuseppe e un devoto
San Giuseppe e un devoto è un dipinto a tempera su tela (165x63 cm) di Correggio, databile al 1529 e conservato nel Museo nazionale di Capodimonte di Napoli.

## Storia e descrizione
Questi due pannelli, che non versano in un ottimo stato di conservazione, furono riconosciuti come opera del Correggio da Ferdinando Bologna nel 1957.
Sono menzionati negli inventari del Palazzo del Giardino di Parma nel 1680 come opera del Correggio e così ricordati nel Viaggio pittoresco di Giacomo Barri stampato nel 1671. Fino alla fine del Settecento compaiono registrati negli inventari farnesiani come lavoro del Correggio. Furono probabilmente trasferiti a Napoli, con altre opere dei Farnese nel 1734.
Si deve a Bologna aver identificato nella figura del devoto a destra un ritratto del conte Guido da Correggio, morto il 6 luglio 1528. Questa data si accorda con l'iscrizione riportata nell'opera (sotto il san Giuseppe corre la scritta “DIE VI IVLI” e sotto il devoto “MDXXVIIII”). Non sono tuttavia stati ancora chiariti il contesto e l'originaria destinazione di questa commissione.
Sottilmente eseguiti a tempera (in cui si usa come mezzo la colla animale invece che l'uovo), la tecnica dei due dipinti si collega da vicino a quella usata per le porte d'organo e per i quadri tüchlein, sebbene non sembrino né l'una né l'altra cosa, mentre la sede e la funzione a loro destinate rimangono senza spiegazione. I drappeggi arancioni e rossi di Giuseppe sono dipinti più sfarzosamente del resto, ma anche questi risultano un po' superficiali e, più in generale, l'opera è fra le produzioni meno notevoli del Correggio. Il suo stile, tuttavia, risulta perfettamente consono a una datazione di poco anteriore al 1530, verso la fine del lavoro sugli affreschi della cupola del Duomo di Parma.
Dal punto di vista stilistico sono state richiamate affinità con la Madonna di San Giorgio e certamente, pur nella semplicità dell'impostazione, l'opera rivela la mano del Correggio maturo, capace di coniugare la monumentalità delle figure ad un abito di naturalezza che in questo caso si fa funzionale al dialogo di sguardi e gesti instaurato fra il devoto e il santo. È da rilevare l'elevata capacità di rendere il ritratto del conte Guido, motivo che dovrebbe essere valorizzato nelle considerazioni che spesso si leggono sulla quasi totale assenza di ritratti nel corpus del Correggio.